# Mind Games
Mind Games é o quarto álbum de estúdio de John Lennon. Foi gravado no Record Plant Studios em Nova York no verão de 1973. O álbum foi lançado nos Estados Unidos em 29 de outubro de 1973 e no Reino Unido em 16 de novembro de 1973. O álbum foi a primeira gravação de Lennon sem a ajuda de Phil Spector. Como seu álbum anterior, o politicamente atual e um pouco abrasivo Some Time In New York City, Mind Games recebeu críticas mistas após o lançamento. Alcançou o número 13 no Reino Unido e o número 9 nos EUA, onde foi certificado ouro.

## História
Em meados de 1973, John e Yoko mudaram-se para o edíficio Dakota que ficava na mesma cidade que eles já moravam desde 1971, em Nova York. Poucos meses após a mudança John e Yoko resolveram se separar. Jogos da Mente significa brincar com o psique de uma pessoa. No caso, John lennon sugere o uso da tática para fins pacifistas, influenciando as pessoas à visualizarem um futuro positivo. Ideologicamente sugerindo um exercito de civis, que ele chama de guerrilheiros da mente, que o povo se tornaria caso utilizasse a tática
Após escrever as músicas para o álbum, John iniciou as gravações e começou a namorar sua assistente, May Pang, com a aprovação de Yoko Ono. Durante as gravações, John e May resolveram partir para Los Angeles para o fim de semana que John chamou de "fim de semana perdido" (que durou dezoito meses). No período, John e May moraram em casas de amigos como Ringo Starr, Harry Nilsson e Keith Moon (do The Who). Bebia demais e teve vários problemas relacionados com a bebida, inclusive brigas em bar. John também teve vários relacionamentos com outras mulheres. 
O álbum foi lançado em novembro de 1973, seu maior sucesso foi a música título, "Mind Games". A capa do álbum trouxe John Lennon andando na frente de um perfil de Yoko Ono simbolizando uma montanha como se John estivesse andando longe da sua influência.

## Faixas
Todas as músicas foram compostas por John Lennon, excepto onde anotadas.
Lado A
1. "Mind Games" – 4:13
2. "Tight As" – 3:37
3. "Aisumasen (I'm Sorry)" – 4:44
4. "One Day (at a Time)" – 3:09
5. "Bring on the Lucie (Freda Peeple)" – 4:12
6. "Nutopian International Anthem" (John Lennon/Yoko Ono) – 0:03

Lado B
1. "Intuition" – 3:08
2. "Out the Blue" – 3:23
3. "Only People" – 3:23
4. "I Know (I Know)" – 3:49
5. "You Are Here" – 4:08
6. "Meat City" – 2:45

## Posição nas paradas musicais
| Parada (1973–74)               | Posição |
| ------------------------------ | ------- |
| Austrália (Kent Music Report)  | 8       |
| Canadá (RPM Albums Chart)      | 28      |
| Países Baixos (MegaCharts)     | 7       |
| Japão (Oricon)                 | 6       |
| Noruega (VG-lista)             | 7       |
| Espanha                        | 9       |
| Reino Unido (UK Albums Chart)  | 13      |
| Estados Unidos (Billboard 200) | 9       |

| Parada (1974)                 | Posição |
| ----------------------------- | ------- |
| Austrália (Kent Music Report) | 34      |
| Países Baixos (MegaCharts)    | 51      |